# Anthaxia cupressi
Anthaxia cupressi es una especie de escarabajo del género Anthaxia, familia Buprestidae. Fue descrita científicamente por Bílý en 2005.